# Кіршенблат Яків Давидович
Я́ків Дави́дович Кіршенбла́т (23 липня 1912, м. Тіфліс, Російська імперія — 20 жовтня 1980, м. Чернівці) — український радянський ентомолог, паразитолог, ендокринолог, фізіолог. Відкрив нову групу біологічно активних речовин. Доктор біологічних наук, професор. Завідувач кафедри фізіології людини Буковинського державного медичного університету (БДМУ).

## Біографія
Яків Давидович Кіршенблат народився у Тифлісі 23 липня 1912 року в родині лікаря, випускника Берлінського університету. Закінчивши школу і мріючи стати вченим-біологом, він поїхав до Ленінграда. Документи виш у нього не прийняв, бо хлопець виявився неповнолітнім (16 років). Він влаштувався портовим вантажником і відвідував лекції на біологічному факультеті як вільний слухач. Ставши студентом, працював у протозоологічній лабораторії В. О. Догеля.
У 20 років Яків Кіршенблат одержав диплом про вищу освіту і пішов науковим співробітником фізіологічної лабораторії Всесоюзного інституту тваринництва. Після закінчення аспірантури (1934—1937) він стає асистентом кафедри зоології безхребетних в університеті. Тоді ж його обрали секретарем Ленінградського відділення Академії наук СРСР. Це надало йому можливість спілкуватися з видатними вченими, зокрема фізіологами О. О. Ухтомським, Л. А. Орбелі. Невдовзі він захистив свою монографію з паразитології (1938) як кандидатську дисертацію.
В роки війни він лишався у блокованому Ленінграді. Він стає лікарем-лаборантом військового шпиталю, згодом — начальником лабораторії і… стає студентом лікувального факультету Першого Ленінградського медичного інституту в оточеному місті..
По закінченню війни він працює (1946—1953) старшим науковим співробітником Інституту акушерства і гінекології Академії медичних наук СРСР, стає доктором біологічних наук (1952). Повоєнні роки стали часом лихих випробувань: розгром вітчизняної біології як такої і розгортання антисемітської компанії (Справа лікарів). Низка вчених зазнала репресій, сотні біологів змушені були полишити місця роботи в наукових центрах. Син вченого, Володимир Кіршенблат згадує: «Коли батька звільнили через „справу лікарів“, він дев'ять місяців знаходився без роботи і з валізою чекав, коли за ним „прийдуть“. Але за ним не прийшли. Коли Сталін помер, батька відновили на роботі. Однак кабінет ендокринології вже ліквідували, а куди він тільки не писав — до Москви, Києва, Ленінграда — усі відмовляли. І лише коли він подав кандидатуру на конкурс по заміщенню посади завідувача кафедри нормальної фізіології Чернівецького медичного інституту, його взяли на роботу». Цю посаду він обіймав до кінця життя.

### Родина
- Батько — Давид Абрамович Кіршенблат (? — 1959), професор, знаний у Тбілісі лікар-терапевт.
- Мати — Фанні (Фаїна) Яківна Кіршенблат (до шлюбу Примакова), тітка відомого російського дипломата і політика Є. М. Примакова.
- Брат — Михайло Давидович Кіршенблат (1905—1937?), лікар-терапевт, засуджений за «Сталінськими списками»[4].
- Дружина (другий шлюб) — Софія Костянтинівна Кіршенблат.
- Син — Володимир Якович Кіршенблат, вчений-медик, кардіолог, головний терапевт Чернівців.

Діти від першого шлюбу:
- Син Юрій Якович Кіршенблат — фотограф.
- Син Борис Якович Кіршенблат — петербурзький радіоаматор.
- Донька Ірина Яківна Кіршенблат.

## Наукова та організаційна діяльність
Дослідження Я. Д. Кіршенблата здійснювались у трьох основних напрямах: паразитологія, ентомологія і ендокринологія. Він вніс зміни у класифікацію стьожкових червів, описав нові види цих тварин, що паразитують на закавказьких гризунах, вивчив поширення і фізіологію гельмінтів Грузії та Вірменії.
Невдовзі після закінчення університету Я. Д. Кіршенблат описав два нові види і два підвиди кліщів, згодом — десятки видів жуків з родини хижаків (Staphylinidae) Тоді ж, у другій половині 1930-х він вивчав географічне поширення жуків у Забайкаллі і Поволжі.
Вже у Чернівцях, ставши ендокринологом, він обробляв свою довоєнну колекцію жуків-хижаків. Нині вона зберігається в Зоологічному інституті РАН.
Людина широкої ерудиції, Я. Кіршенблат обґрунтував виділення особливої групи біологічно активних речовин, яким він дав назву «телергонів» (1957). Він переконливо показав наявність хімічного передавання ними інформації у рослин, тварин, людини і запропонував детальну класифікацію цих сполук (1958). Два роки по тому до аналогічних висновків дійшли й німецькі біологи, запропонувавши термін «феромони», який згодом набув поширення на заході, а потім і в СРСР. Захистити свій пріоритет і запровадити згадану класифікацію у науковий вжиток Якову Давидовичу не вдалося.
У повоєнний період основним напрямом досліджень Я. Д. Кіршенблата стає ендокринологія, зокрема особливості будови і функціонування статевих залоз, їх вплив на організм Разом з учнями він енергійно розвиває революційну на той час гіпотезу про регуляторну дію гіпоталамуса на ендокринні залози. Нині ті припущення одержали безперечне підтвердження. Він також вивчав кортикостероїдні гормони надниркових залоз, гіпофізу і яєчників, лікування розладів менструального циклу. При кафедрі вчений створив лабораторію електрофізіології мозку (1966).
Одним з практичних результатів праці Я. Кіршенблата стала розробка гормональної діагностики вагітності на 7—14 тижнях. Ідея і розроблена методика знайшли застосування не в акушерстві, а у рибництві для штучного розведення осетрових та костистих риб.
У Чернівцях Я. Кіршенблат невдовзі після початку роботи на новому місці досконало опанував нову для нього навчальну дисципліну — нормальну фізіологію, вивчив українську (на додачу до грузинської, німецької і англійської). Слухати його глибокі майстерні лекції приходили міські лікарі-практики. За чверть століття він керував виконанням 16 кандидатських дисертацій і консультував підготовку чотирьох докторів наук.
Вагомим внеском у підготовку ендокринологічних кадрів стала навчальна література, підготовлена Я. Д. Кіршенблатом. Він є автором понад 160 наукових та науково-методичних публікацій, серед яких є монографії і підручники (дивись нижче). Крім того, у його творчому доробку — науково-популярні статті у всесоюзних журналах «Природа», «Знание — сила» та інші.

## Основні праці
- Обзор жуков рода Paederus, встречающихся на территории СССР // Паразитологический сборник: 1932. — Вып. 3. — С. 215—222.
- Обзор палеарктических видов рода Ontholestes Ganglb. (Col., Staph.) — Тр. ЗИН. АН СССР. — 1936. — Т. 3. — С. 551—567.
- Жуки-стафилины в гнездах Citellus pygmaeus Pall. // Вестник микробиологии, эпидемиологии и паразитологи (Саратов), 1937. — т. 16. — № 1-2. — С. 171—185.
- Происхождение явления промежуточных хозяев у паразитов // Проблемы общей паразитологии». — Уч. зап. ЛГУ. — 1937. — № 13. — (серия биол.)
- Закономерности динамики праразитофауны мышевидных грызунов. — Л.: Изд-во Ленинградского университета, 1938. — 92 с.
- Паразитические черви малоазиатского суслика (Citellus xanthoprymnus Bennet) в Армении. — Уч. зап. ЛГУ. — 1939. — № 15. — (серия биол.)
- Особенности пещерных животных // Природа. — 1939. — № 8.
- Личиночные стадии ленточных червей в грызунах Грузии и Армении. — Сообщ. Груз, филиала АН СССР. — 1940. — т. 1. — № 4.
- Новые данные о личиночных стадиях ленточных червей в грызунах Грузии. — Сообщ. АН ГрузССР. — 1948. — т. 9. — № 4.
- Материалы к гельминтофауне грызунов в Грузии. — Тр. зоол. ин-та. АН Груз. ССР. — 1948. — Т.8. — С. 317—339.
- К гельминтофауне закавказского хомяка (Mesocricetus auratus brandti Nehr.).—Уч. зап. ЛГУ, серия биол., 1949, вып. 19, № 101.
- О возрастных и сезонных изменениях паразитофауны грызунов // Природа, 1951, № 5. С. 69 — 71.
- Сем. Staphylinidae — Стафилины, или коротконадкрылые жуки // Определитель насекомых Европейской части СССР. — М.–Л.: Наука, 1965. — С. 111—156.
- Общая эндокринология: учеб. пособие для биол. специальностей ун-тов. — 2-е изд., перераб. и доп. — М.: Высшая школа, 1971. — 370 с.
- Практикум по эндокринологии: для биол. специальностей ун-тов. — М.: Высшая школа, 1969. — 256 с.
- Сравнительная эндокринология яичников. — М.: Наука, 1973.
- Телергоны — химические средства взаимодействия животных: 2-е изд. — Москва: Наука, 1974. — 127 с.

## Нагороди і визнання
Багатогранна діяльність Я. Д. Кіршенблата відзначена орденом Знак Пошани та медалями. На його честь названо низку видів твердокрилих комах.
Портрет вченого є в галереї фундаторів наукових шкіл Буковинського державного медичного університету. У цьому ж виші заснована щорічна студентська стипендія імені професора Я. Д. Кіршенблата, його ім'я носить кафедра фізіології БДМУ. У 2003 році в Чернівцях відбулася міжнародна наукова конференція «Фізіологія регуляторних систем», присвячена Я. Д. Кіршенблату.